# 木島タロー
木島 タロー （きじま たろー、1974年12月8日 - ）は、日本の音楽家、ゴスペルピアニスト、コーラスアレンジャー、指導者。

## 経歴
東京都町田市出身。自由の森学園中学校・高等学校を卒業し、国立音楽大学リトミック専修へ進学。
国立音楽大学リトミック専修を卒業後、1996年より在日米軍横田基地内のいわゆる黒人教会でゴスペル音楽の演奏を始め、ゴスペルミュージックプロデューサー、MD Stokes に単独師事。2002年以来断続的に米軍とゴスペルミュージシャン契約を結んでいる。2015年度現在はアメリカ海軍厚木基地契約。
一方、「ゴスペル(福音)グループと言う言葉は厳密に宗教目的を持ったグループのみを指す」という国際標準を重んじ、自ら指導するゴスペルを基調とした非宗教コーラス音楽の指導や制作を「Power Chorus」と呼んで、宗教音楽であるゴスペルと区別している。
Dreamers Union Choir を指揮し、都内を中心に Power Chorus コンセプトのクラスを展開。
2012年より東京経済大学特別ゲスト講師（身体表現）。
アメリカ人シンガーによる純ゴスペルチーム、Sounds From Above を指揮。
ジョン・レノン・ソングライティング・コンテストのゴスペル/インスピレーショナル部門の2016年Session IIに置いてファイナリストを受賞。
2019年フジテレビ「全国ハモネプリーグ2019」に出演。評価項目“アレンジ”で100点を獲得。
ローマ法王来日の際、東京ドームでDUCを指揮し、テーマソングを披露。

## 主な参加作品
- EXILE Ki・mi・ni・mu・chu （収録アルバム同名）コーラスアレンジャー
- 「スマ婚」テレビCM (主演:ベッキー) コーラスコーディネーター
- バナナマンのせっかくグルメテーマジングル（番組内及びDVD）コーラスアレンジャー、コーディネーター
- 東野幸治の余談大賞テーマジングル コーラスアレンジャー、コーディネーター
- サウンズ・オブ・ブラックネスアルバム "The Sounds Of Blackness". （NAACP Image Award 受賞）コーラスコーディネーター
  - UBUNTU (The Sounds Of Blackness & Dreamers Union Choir)
  - Keep On Keepin' On (The Sounds Of Blackness & Dreamers Union Choir)
- 光永亮太 Joy (収録アルバム Inside my heart ) コーラスアレンジャー、コーディネーター
- 一つしかない地球（宮沢和史書き下ろしラボ・パーティ教材）コーラスコーディネーター

## 関連リンク
- Dreamers Union Choir http://dreamersunion.jp/